# ماريان بوليا
مارياني باسكوالينا بوليا مارتينيز (بالإسبانية: Marianne Pasqualina Puglia Martinez)‏ هي ممثلة وعارضة أزياء وملكة جمال فنزويلية ولدت في يوم 26 يناير 1985 في مدينة لا فكتوريا في ولاية آراغوآ في فنزويلا، في ال20 من عمرها إشتركت في مسابقة ملكة جمال فنزويلا لسنة 2005 وترشحت لتمثيل فنزويلا في مسابقة ملكة جمال الأرض لسنة 2006 وألتي أقيمت في مانيلا عاصمة الفلبين وحلت الوصيفة الثالثة في المسابقة، إشتركت كموديل في أغنية أراش Broken Angel في 2010ـ والد بوليا هو إيطالي وأمها فنزويلية وحالياً هي متزوجة من جراح التجميل المغربي حسن بن موسى وتعيش معه في المغرب.